# Dosh
Martin Dosh, plus connu sous le nom de Dosh, est un musicien et multi-instrumentiste américain né le 6 septembre 1972, et vivant à Minneapolis dans le Minnesota. Il est percussionniste et utilise des machines électroniques, souvent avec un Fender Rhodes. Sa musique est qualifiée de musique électronique expérimentale, ce qui est dû au fait qu'il utilise énormément de sampleurs afin d'enregistrer des boucles instrumentales à partir d'une batterie, d'un clavier ou encore d'un xylophone. Il est souvent en collaboration avec d'autres artistes, autant sur scène que durant ses enregistrements.

## Biographie
Dosh a grandi dans la conurbation de Minneapolis - Saint-Paul (Twin cities). Enfant, il suivit des leçons de piano, puis découvrit la radio FM au début des années 1980. Il commença les percussions à l'âge de 15 ans. Avant de partir au Simon's Rock College, il était persuadé que la musique serait sa profession.
Pendant les années 1990, il joua avec de nombreux groupes de musique sur la côte est des États-Unis. En revenant à Minneapolis en 1997, il décida de créer son propre groupe, puisqu'il avait déjà commencé à composer seul. Il travailla aussi en tant que professeur de percussions, conducteur de bus scolaire ou encore comme assistant des professeurs d'école. En s'immergeant dans la scène locale, Dosh joua avec de nombreux groupes pendant les 5 années qui suivirent : Nasty Goat, Best Red, Animals Expert At Hankering, Iffy, Vicious Vicious, « T », et Lateduster, alors qu'il enregistrait sa musique sur une machine 4 pistes.
Son travail avec Andrew Broder dans Lateduster et dans Fog (formation dans laquelle il jouait de la batterie et du clavier, entre autres) lui donna une expérience qui lui permit de commencer à évoluer en solo. En 2002, il sort son premier album Dosh, qu'il a lui-même enregistré, en grande partie chez lui.
Ce premier album a ensuite été ressorti internationalement en septembre 2003 sur le label anticon..
Dosh a aussi été remarqué pour la place qu'il accorde à sa famille dans son œuvre. En effet, son EP Naoise est intitulé d'après le nom de son fils. Sur ce même EP, la piste « Happy Song for Tadgh » fait référence au demi-frère de Naoise, Tadgh. Enfin, il compte composer une chanson pour sa future femme, intitulée « I Think I'm Getting Married ».
Sur l'album The Lost Take, sorti en octobre 2006, on peut entendre Andrew Bird jouer du violon et siffler, ainsi que d'autres artistes de renom comme le saxophoniste Mike Lewis de Happy Apple et Fat Kid Wednesdays.

## Discographie

### Albums
- Dosh (2002 sur Dinkytown Records, puis ressorti en 2003 sur anticon.) - DT 002 et ABR 0032
- Pure Trash (11 octobre 2004 sur anticon.) - ABR 0043
- The Lost Take (17 octobre 2006 sur anticon.) - ABR 0067
- Wolves and Wishes (13 mai 2008 sur anticon.) - ABR 0084
- Tommy (13 avril 2010 sur anticon.) - ABR 0101

### Maxis
- Naoise (13 septembre 2004 sur anticon.) - ABR 0042
- Powder Horn (2005 sur Dosh Family) - Dosh Family 001
- Triple Rock (2007 sur Dosh Family et anticon. - Dosh Family 003

### Lives et albums en édition limitée
- Live on KVSC 3-3-03 (2003 sur Dinkytown Records) - DT 008
- Numerous Quality Mixes (2003 sur Dinkytown Records) - DT 007
- Live in the USA 2003 (2004)
- Live on KALX 11-18-04 (2005)

### Collaboration
- Armchair Apocrypha de Andrew Bird (2007)
- Noble Beast de Andrew Bird (2009)